# Чуносовский
Чуносовский — хутор в Кумылженском районе Волгоградской области России. Входит в состав Кумылженского сельского поселения. Население 14 чел. (2010).

## История
Согласно справочнику «Районы и населенные пункты Сталинградского края» на 01 января 1936 г Чуносовский входил в состав Родионовского сельсовета. По состоянию на 1 января 1936 года, по данным «Списка населенных пунктов Сталинградской области на 01 апреля 1945 года» оставался в том же сельсовете. Согласно Указу Президиума Верховного Совета РСФСР от 18 июня 1954 года № 744/83 «Об объединении сельских Советов Сталинградской области» и решением Сталинградского облисполкома № 15/801 от 24 июня 1954 года объединены Родионовский с/с и Ярский с/с в один Ярский, с включением в Ярский хутора Чуносовский. Однако на 1 июля 1968 года в Кумылженском районе Ярского сельсовета не существовало, а х. Чуносовский входил в Родионовский сельсовет .
Реформу 2005 года х. Чуносовский встретил в составе Кумылженского сельсовета.
В соответствии с Законом Волгоградской области от 14 февраля 2005 года № 1006-ОД «Об установлении границ и наделении статусом Кумылженского района и муниципальных образований в его составе» хутор вошёл в состав образованного Кумылженского сельского поселения.

## География
Расположен в западной части региона, в лесостепи, в пределах Хопёрско-Бузулукской равнины, являющейся южным окончанием Окско-Донской низменности, у р. Кумылга. К северу, на противоположном берегу Кумылги, находится х. Родионовский.
Уличная сеть состоит из трёх географических объектов: ул. Атаманская, ул. Лесная и ул. Луговая.
Абсолютная высота 66 метров над уровнем моря.

## Население
| 2010 |
| ---- |
| 14   |

Гендерный состав
По данным Всероссийской переписи населения 2010 года в гендерной структуре населения из 14 жителей мужчин и женщин — по 7 человек (50 % каждая когорта).
Национальный состав
Согласно результатам переписи 2002 года, в национальной структуре населения
русские составляли 100 % из общей численности населения в 16 чел..

## Инфраструктура
Личное подсобное хозяйство.

## Транспорт
Просёлочные дороги.